# シナルビン
シナルビン(Sinalbin)は、シロガラシやその他多くの植物に含まれるグルコシノレートである。シニグリンを含むクロガラシの種子で作るマスタードとは対照的に、シロガラシの種子で作るマスタードは辛味が弱い。
辛味が弱いのは、4-ヒドロキシベンジルイソチオシアネートが不安定であるためである。1時間から数時間の半減期で、辛味を持たない4-ヒドロキシベンジルアルコールとチオシアネートイオンに分解する。グルコブラシシンは構造的に類似の化合物であり、水との反応で同様に辛味のないイソチオシアネートを生産する。